# Проект уголовного уложения Российской империи 1813 года
Проект уголовного уложения Российской империи 1813 года — первая в истории России попытка кодифицировать нормы уголовного права.

## История подготовки
Реформы государственного строя, сопровождавшие довоенный период царствования императора Александра I, коснулись и уголовного законодательства.
С целью его коренной реформы в 1804 году при министерстве юстиции была образована комиссия, главным деятелем которой явился барон Розенкампф. По отзывам современников, этот человек совершенно не подходил для выполнения возложенной на него задачи, а его деятельность не могла привести ни к каким существенным результатам. Н. С. Таганцев приводит отзывы о деятельности Розенкампфа барона Корфа:

Уволив из Комиссии большую часть прежних русских чиновников, он заместил их немцами и французами, в особенности же наполнил состав её множеством переводчиков, необходимых ему по незнанию языка. Потом, переходя от одного опыта к другому, то бросаясь в историческую школу, то составляя к новому Уложению оглавления и примечания, почерпнутые из одной теории, он в существе ничего не производил, а только все переделывалось сызнова. Его комиссия подвигалась точно так же медленно, как и прежние; в публике же не могли довольно надивиться, как к составлению Уложения для величайшей в свете империи выбран, предпочтительно перед всеми, человек, не знающий ни её законов, ни нравов и обычаев, ни даже языка.

Бентама:

Государь, я согласился бы скорее посылать ответы к мароккскому императору, чем в комиссию под таким начальством… Я не оправдал бы хорошего мнения обо мне, если бы поколебался назвать этого человека радикально неспособным
— А. Пыпин. Русские отношения Бентама // Вестник Европы. 1869 г.
и Сперанского:

Пусть сличат безобразные компиляции, представленные мне от комиссии, то есть от г-на Розенкампфа, и если найдут во ста два параграфа, которыми бы я воспользовался, я уступаю им всю честь сего произведения. Сличение сие нетрудно, ибо компиляции сии все остались в моем кабинете.

В 1806 году к составлению уложения был привлечён немецкий криминолог Ансельм Фейербах, сделанный членом-корреспондентом Законодательной комиссии и приславший в комиссию свой проект Баварского уложения.
В 1808 году во главе комиссии стал М. М. Сперанский, пригласивший в 1810 году для составления проекта уголовного кодекса галльского профессора Леопольда Генриха Якоба, который получил задание создать свободный идеальный проект уголовного уложения (нем. einen freien idealischen Entwurf fur Russland zu machen). Якоб также не знал русского языка, но при помощи переводчика в 1812 году смог закончить возложенную на него работу.
После ссылки Сперанского подготовку проекта вновь возглавил Розенкампф, под руководством которого проект Якоба был переделан, отпечатан под названием «Проект Уголовного уложения Российской империи» и в 1813 году внесен в Государственный совет.
Проект был рассмотрен Департаментом законов в течение 1813 года и первых четырёх месяцев 1814 года. Сначала были рассмотрены два плана Уложения: один 1804 года и другой 1809 года, причем одобрен был первый из них. Затем были рассмотрены отдельные главы, в которые вносились исправления по замечаниям членов департамента. Проект так и не был внесён в Общее собрание Государственного Совета (вероятно потому, что предполагалось его рассматривать совместно с проектом устава судопроизводства, в котором на тот момент было только несколько глав).
В 1818 году немецкий перевод проекта уголовного уложения Российской империи был издан в Галле с предисловием Якоба.
В 1824 году, благодаря влиянию Сперанского, сделавшегося по возвращении из ссылки в 1821 году членом Государственного Совета, проект снова поступил на рассмотрение и рассматривался таким образом, что отдельные главы сразу по рассмотрении в Департаменте законов, вносились в Общее собрание. Рассмотрение также не было окончено. В период с августа 1824 года и по январь 1825 года были рассмотрены только Общая часть и готовилась к рассмотрению глава Особенной части о преступлениях против веры. Эти главы были представлены Александру I, но остались без утверждения.
Смерть Александра I прекратила рассмотрение этого проекта уголовного уложения Российской империи. Позднее оно не возобновлялось.

## Содержание проекта
Проект состоял из трех книг: первая заключала основания уголовного права, вторая — государственные и общественные преступления и третья —- частные преступления. Проект заключал всего 585 параграфов, и включал только те деяния, за которые положены уголовные наказания.
В проекте впервые в истории российского уголовного законодательства появляется Общая часть (раздел Общих положений, который состоял из 111 статей). В докладе 1804 г. по этому поводу говорилось:

Общия начала права суть первыя простейшия истины, утвержденныя на здравых заключениях человеческого разума, на долговременном опыте и наблюдениях, строго исследованных и основанных на существе и возможной пользе государства, ясностью, неоспоримостью и очевидностью влияния своего, приобретшия силу и непоколебимость… Обыкновенно законоискусники у всех народов полагают науку составления законов в том, чтобы собрать все случаи, какие в общежитии предполагать можно, и на каждый из них постановить новый особый закон, но если бы и могли они исчислить все те случаи, какие только разум в состоянии почерпнуть из понятия о возможных действиях воли человеческой, то из сего бы происходило несметное множество законов, несообразных с обстоятельствами, и неясных определений, а через то смешение и запутанность в самом законе; с другой стороны, не менее справедливо и то, что невозможно предопределить все случаи, какие впредь могут встретиться
В этой части Проекта 1813 г. с подробностью установлено различие по наказуемости лиц привилегированных и непривилегированных, создано учение об обстоятельствах, влияющих на меру ответственности, и т. д.

## Значение проекта
Общая часть проекта имела важное значение для дальнейшего развития уголовного законодательства. При издании в 1832 г. Свода законов первый раздел Свода законов уголовных был составлен, очевидно, по соображению с Проектом 1813 г.
При рассмотрении проекта в Государственном Совете были подняты некоторые вопросы, имевшие большое значение для последующего развития законодательства. Так, Государственный Совет признал, что Указами 1753 и 1754 годов смертная казнь в России отменена по всем преступлениям, за исключением государственных, была предложена отмена кнута, впервые определённо поставлен вопрос о сроке давности по уголовным делам.